# استیو رالستون
استیو رالستون (انگلیسی: Steve Ralston؛ زادهٔ ۱۴ ژوئن ۱۹۷۴) یک بازیکن فوتبال اهل ایالات متحده آمریکا است.
وی همچنین در تیم ملی فوتبال ایالات متحده آمریکا بازی کرده است.